# バガモヨ
バガモヨ（Bagamoyo）は、タンザニアの都市。旧ドイツ領時代の名称はカール・ペータース。人口は約3万人。タンガニーカ中央部海岸に位置し、プワニ州に属する。インド洋に面し、ザンジバルの向かいにあることから奴隷の輸出港として19世紀に発展を遂げ、ドイツ領東アフリカ成立時には首都となった。
バガモヨ周辺には古くからアラブ人が交易のため訪れており、海沿いに5km南には13世紀頃の都市国家であるカオレ遺跡があり、モスクなどの遺構が残っている。カオレ衰退後、18世紀半ばまではバガモヨは小さな交易地に過ぎず、住民はゴムや魚、塩の交易に携わっていた。18世紀末、オマーンからアラブ人の植民者がバガモヨにやってきた。彼らは地元民から塩の交易税をとり、これによって勢力を増した。19世紀中盤には対岸のザンジバルにオマーン国王サイイド・サイードが王都を建設したため、バガモヨはこの地域の中心的交易港となった。バガモヨには奥地のタンガニーカ湖畔やヴィクトリア湖畔から奴隷や象牙を積んだキャラバンがやってくるようになり、バガモヨからザンジバルへと移出されていった。バガモヨとはスワヒリ語で「心をおいていく」という意味であるが、これは売られていく奴隷たちの｢わたしは心をここに残していく｣という悲痛な叫びか、それとも奴隷商人たちの「ここで仕事が終わる、休息できる場所」という安堵の意味なのかについては解釈が分かれる。1873年にはイギリスがザンジバル・スルターン国に圧力をかけて奴隷貿易は禁止されたが、その後も19世紀末にいたるまでひそかに続けられた。
また、バガモヨは内陸部への交易ルートの出発点であったため、ヨーロッパ諸国から宣教師がやってきたほか、リチャード・フランシス・バートン、ジョン・ハニング・スピーク、ヘンリー・モートン・スタンリーなどがここを基点として内陸部の探険を行った。
バガモヨは1886年にはドイツ領東アフリカの首都となったが、港の水深が浅かったため、1891年には南のダルエスサラームへと首都は移された。そして1905年、ダルエスサラームから内陸部への鉄道が計画され、のちに開通するにいたって、バガモヨの衰退は決定的となった。
現在バガモヨにはバガモヨ芸術大学がおかれ、アフリカの伝統的な芸術を教えている。また、ダウ船の工場もあり、中国によって港湾も開発されている。